# Андреев, Иван Андреевич (учёный)
Иван Андреевич Андреев (1928—2011) — советский и российский учёный-языковед, доктор филологических наук, профессор (1972).

## Биография
Родился 15 мая 1928 года в деревне Ходяково Аликовского района Чувашской АССР, в крестьянской семье. Рано лишился матери.
К началу Великой Отечественной войны успел окончить пять классов школы в соседней деревне. В 1943 году раненый отец вернулся с фронта и Иван поступил в Калининское педагогическое училище. После окончания училища поступил в Московский лесотехнический институт (ныне Мытищинский филиал МГТУ имени Н. Э. Баумана), но вскоре перевёлся на историко-филологический факультет Чувашского государственного педагогического института. Здесь окончил отделение чувашского языка и литературы в 1950 году и отделение русского языка и литературы в 1954 году. В этом же вузе обучался в аспирантуре.
В 1955—1957 годах работал на кафедре чувашского языка и литературы педагогического института, в 1957—1970 годах был заведующим сектором языка НИИ языка, литературы, истории и экономики при Совете министров Чувашской АССР (ныне — Чувашский государственный институт гуманитарных наук). В 1962 году защитил кандидатскую диссертацию на тему «Причастие в чувашском языке», в 1970 году — докторскую диссертацию натему «Структура простого предложения современного чувашского языка».
С 1970 года И. А. Андреев работал в Чувашском государственном университете: доцент, профессор кафедры русского языка, в 1975—1999 годах заведовал кафедрой чувашского языкознания, одновременно в 1983—1990 годах был деканом историко-филологического факультета. С 1999 года — профессор Чувашского республиканского института образования. Под его руководством были защищены кандидатские и докторские диссертации.
Занимался общественной деятельностью: являлся членом Советского комитета тюркологов при Академии наук СССР (1972—1989) и председателем Комиссии при Верховном Совете Чувашской Республики, подготовившей проект «Закона о языках в Чувашии» (1990). Также был членом учебно-методического совета Министерства просвещения Чувашской АССР.
Умер 31 декабря 2011 года в Чебоксарах.

## Память
Похоронен в зоне почётных захоронений Яушского кладбища города Чебоксары.
Именем И. А. Андреева названа одна из улиц Чебоксар.

## Заслуги
- Заслуженный деятель науки Чувашской АССР (1990), заслуженный деятель науки Российской Федерации (2001).
- Лауреат Государственной премии Чувашской Республики в области гуманитарных наук (2006).
- Награждён орденом «За заслуги перед Чувашской Республикой» (2008).